# Simon Guillaume
Simon Guillaume est un sculpteur français vivant aux XVIIe et XVIIIe siècles. Il travaille à Rome, puis à Lyon.

## Biographie
Les informations biographiques sont peu fournies. Sa présence est attestée à Rome en 1671 et en 1675, en même temps que Louis Cretey. Il a connu Antonio Raggi, comme lui élève du Bernin dont l'influence se retrouve dans ses œuvres.
Il est actif à Lyon entre 1680 et 1708. Il travaille avec Thomas Blanchet, Nicolas Bidaud, Marc Chabry et Louis Cretey.
Simon Guillaume, maître sculpteur, est marié à Marguerite Constance Pojon ou Pozon, le couple a plusieurs enfants dont Pierre Bernard Guillaume, né le 20 août 1683, à Lyon  et  Aymé Guillaume, né le 11 mai 1689, à Lyon.

## Œuvres

### Abbaye de Saint-Pierre-les-Nonnains de Lyon
Entre 1684 et 1686, Simon Guillaume et Nicolas Bidaut réalisent le décor de l'escalier d'honneur, d'après les dessins de Thomas Blanchet. Ce sont des allégories représentées par des figures féminines en stuc.

Quelques décors en stuc d'après Blanchet
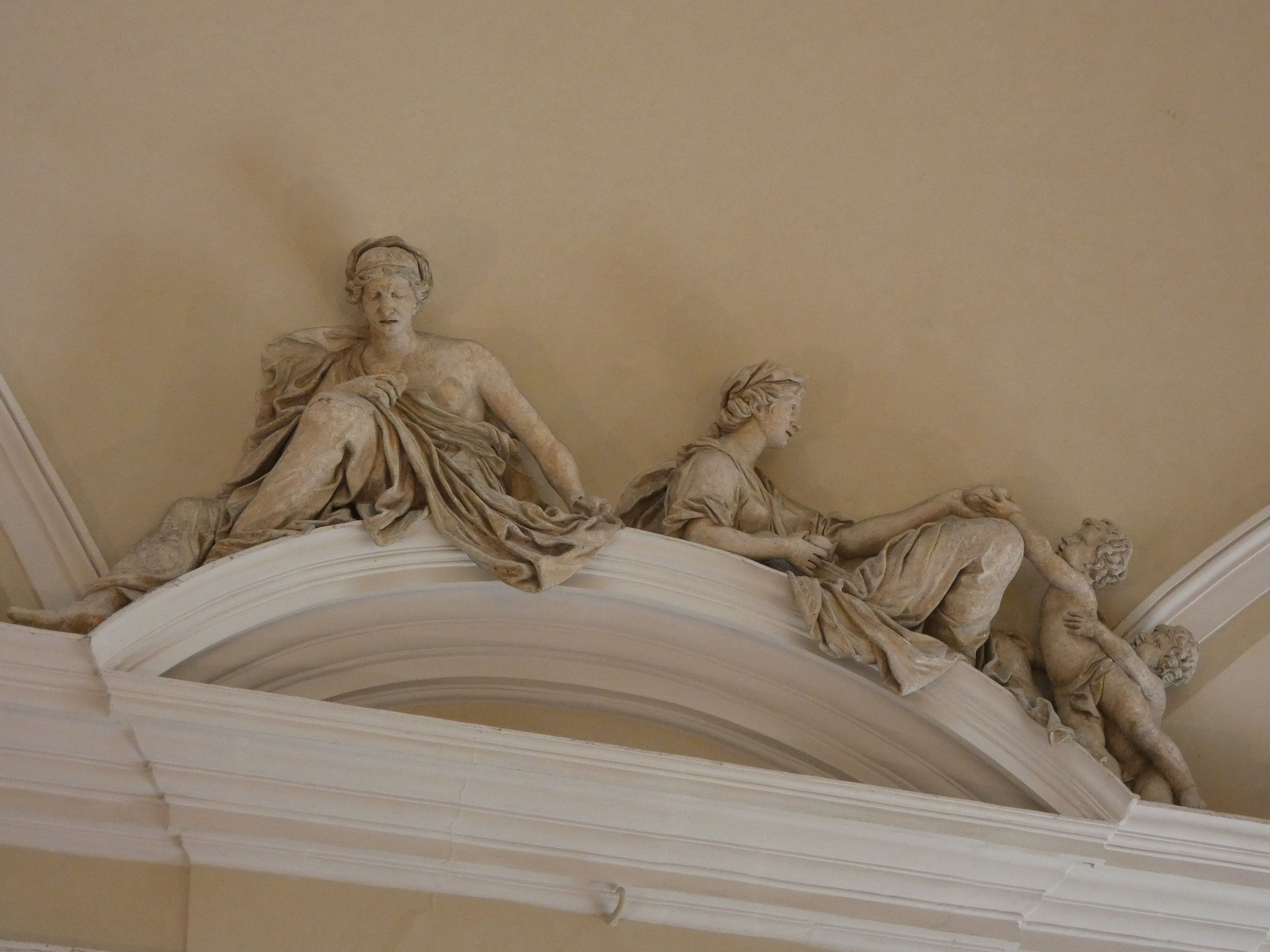
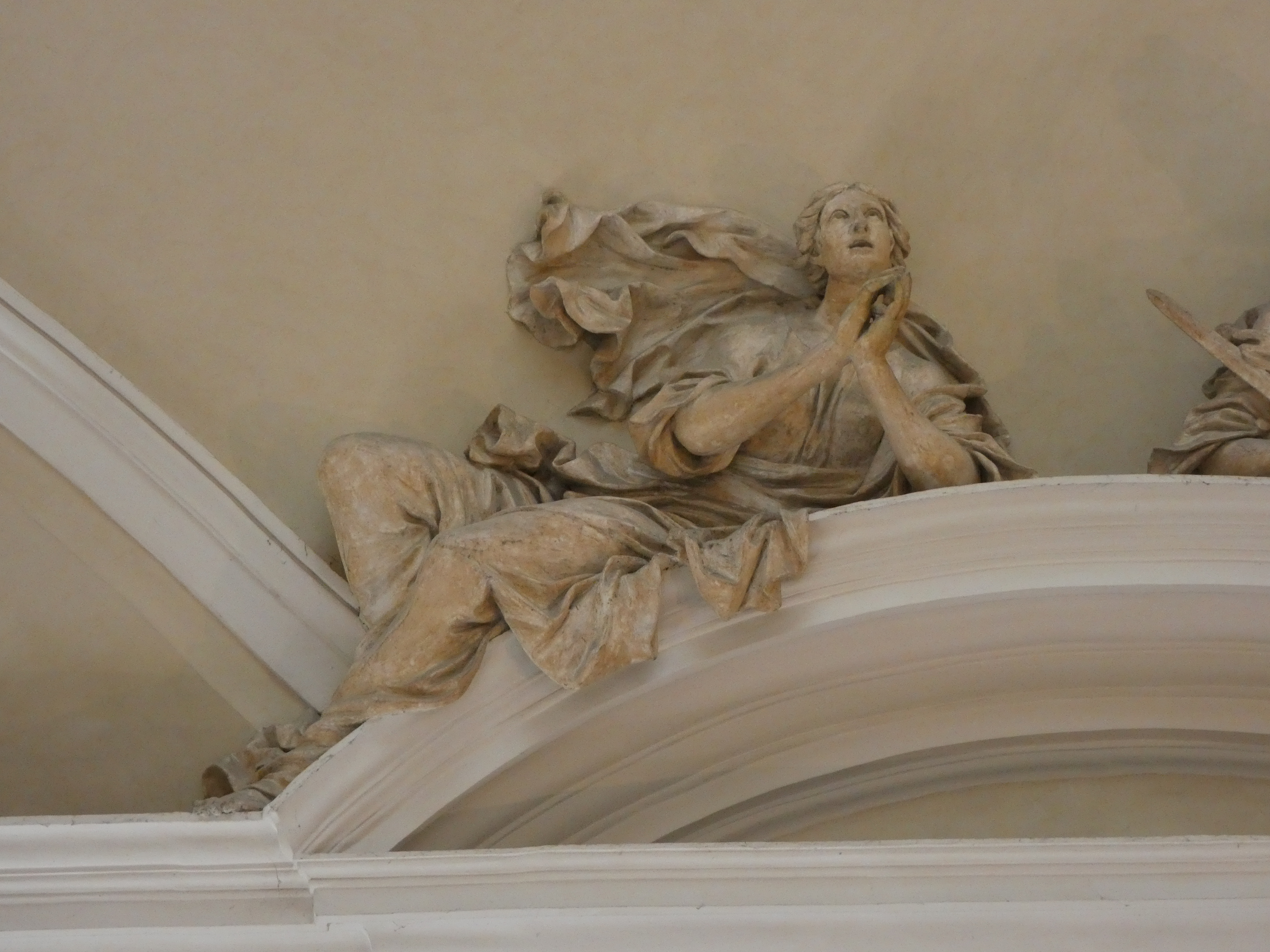
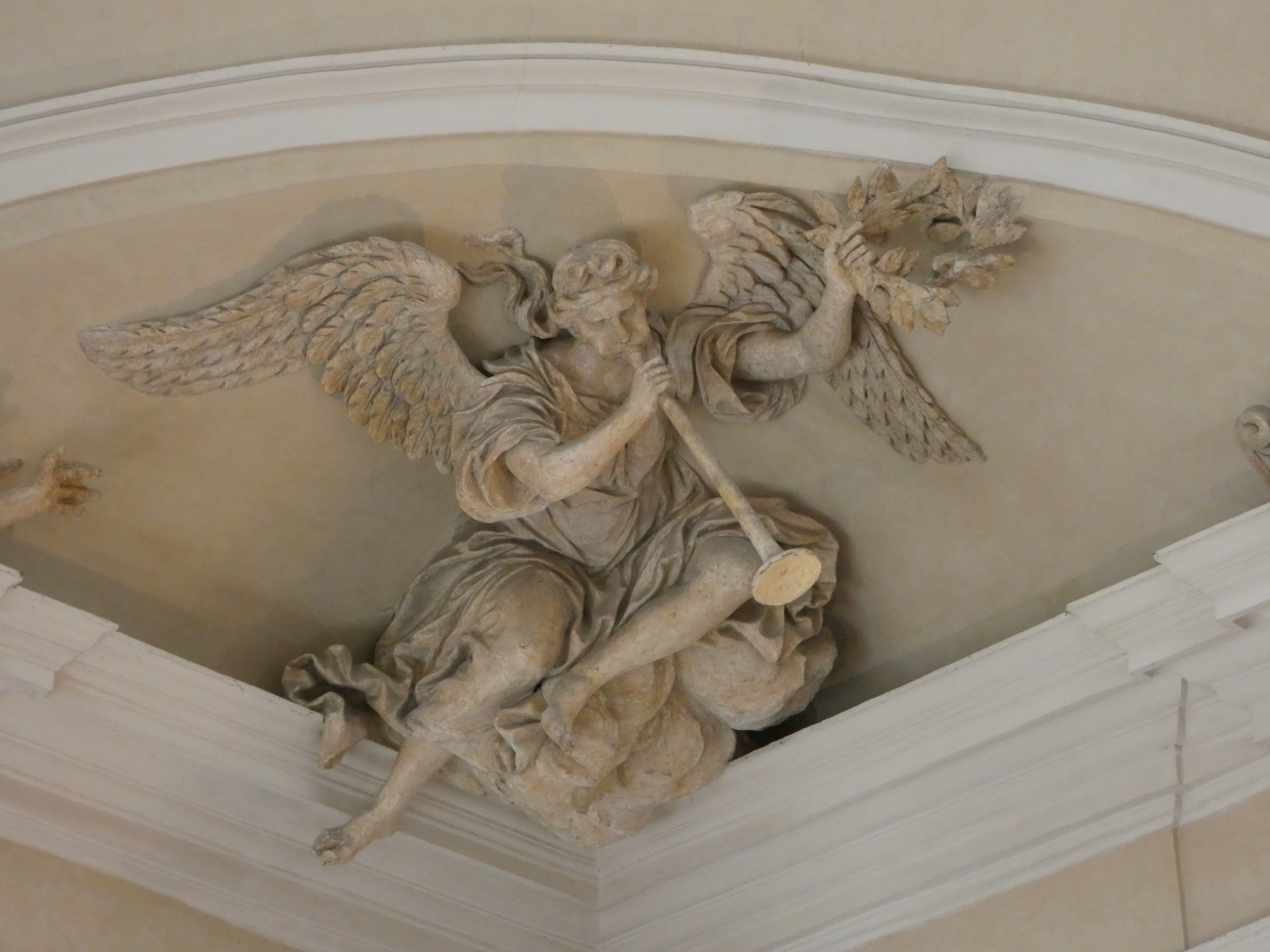
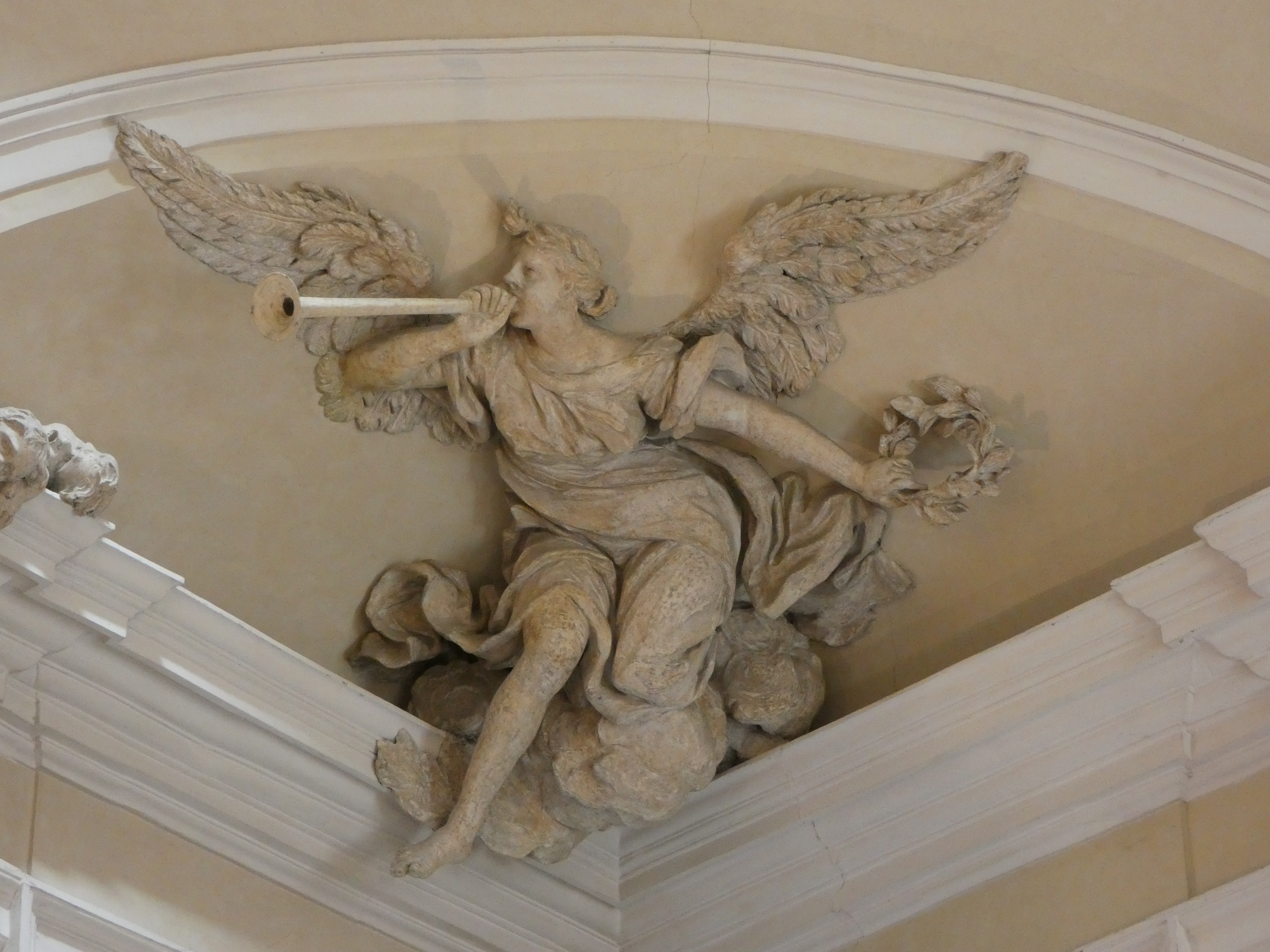
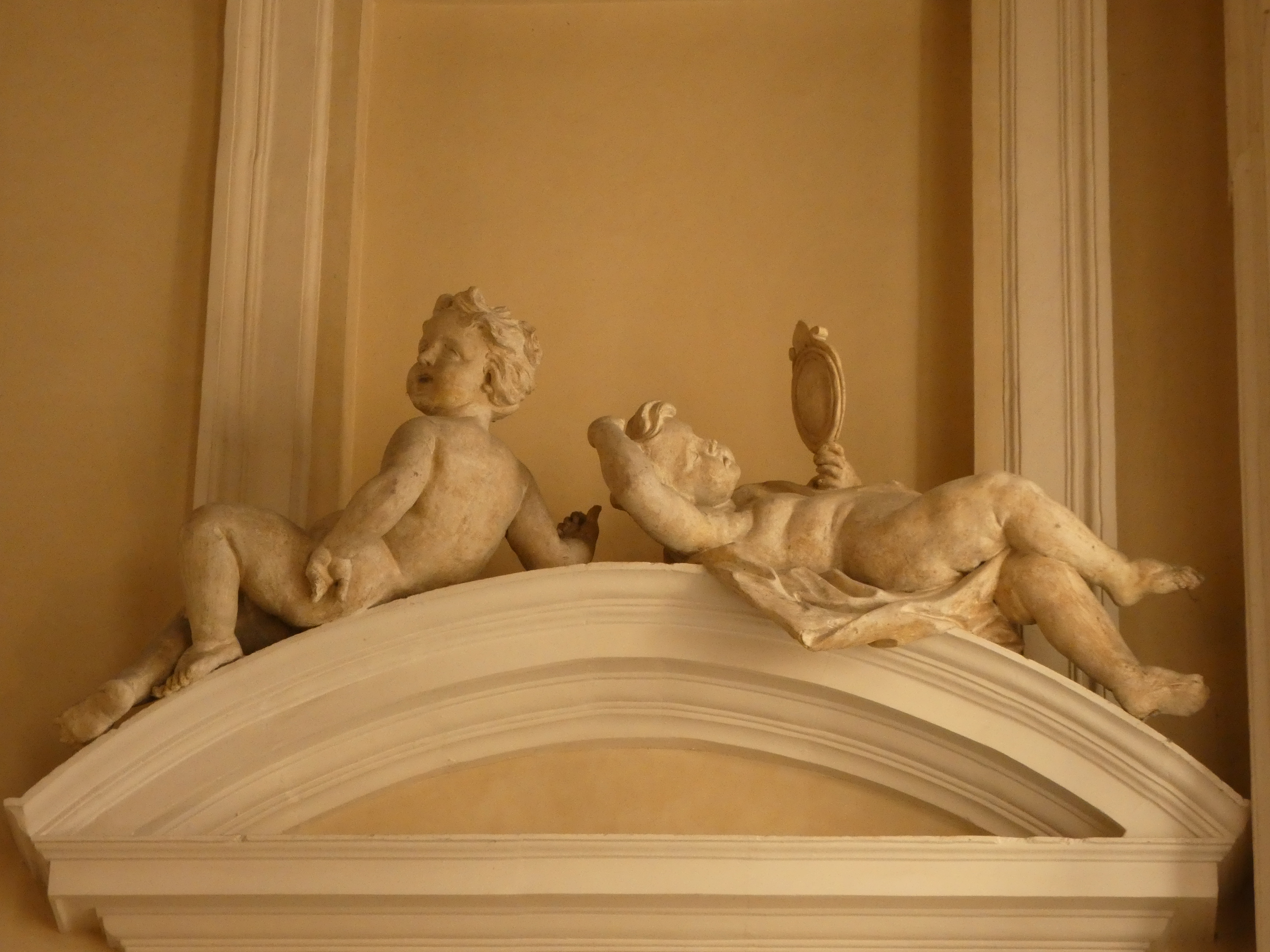

En 1685, c'est à Simon Guillaume que l'abbesse confie deux sculptures : son buste en marbre de Carrare (disparu) placé sur la porte de la chapelle et en bas de l'escalier, la statue de la Force, portant ses armes, ce qui selon L. Galactéros serait une marque de préférence pour le jeune homme.
L'année suivante, son rôle se confirme puisqu'il réalise six statues pour la salle du Chapitre.
Entre 1687 et 1689, il réalise seize haut-relief en stuc figurant des personnages de la tradition chrétienne, d'après les dessins de Thomas Blanchet, dans le réfectoire du monastère de Saint-Pierre à Lyon.

Quelques hauts-reliefs d'après Blanchet
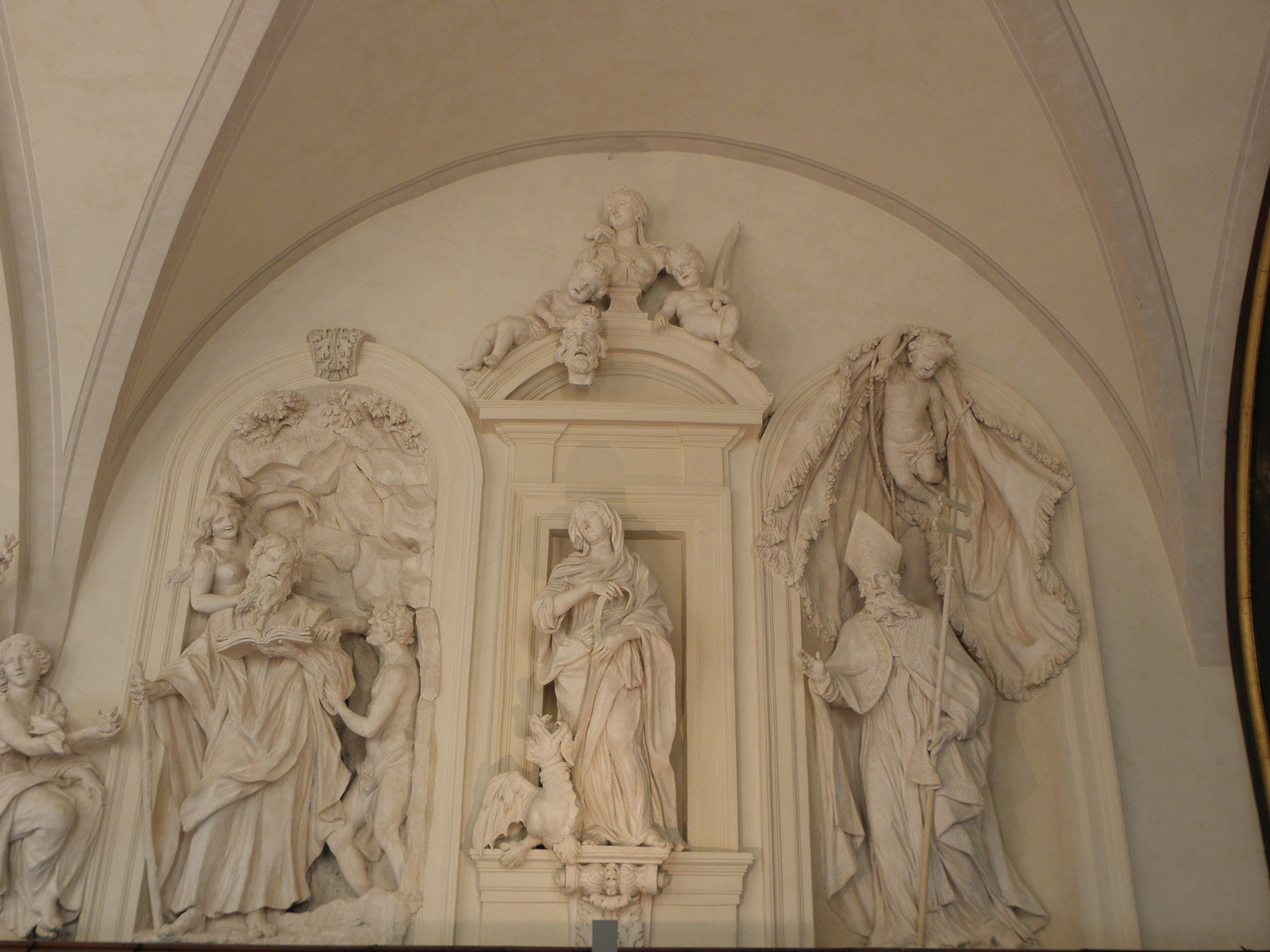
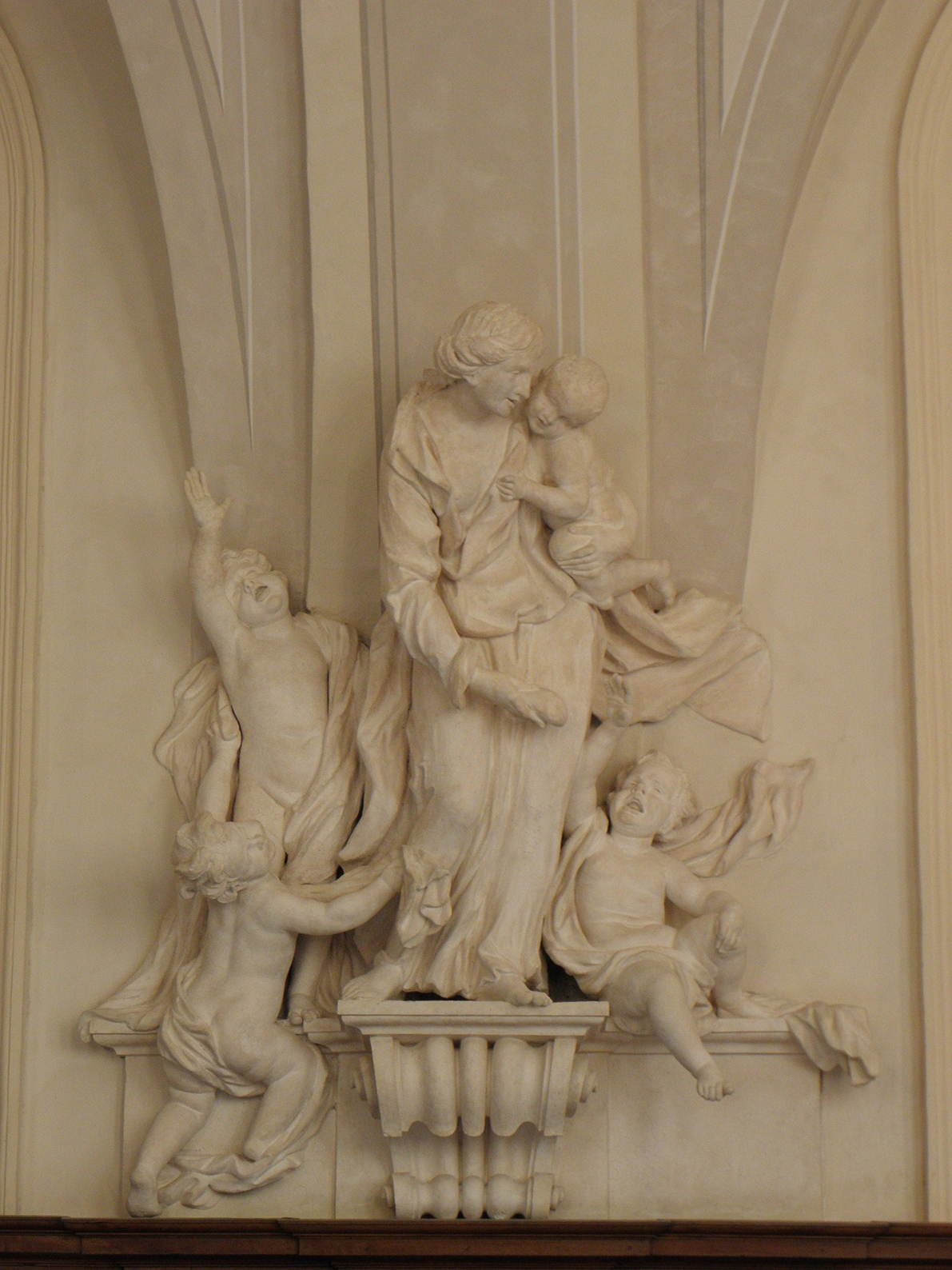
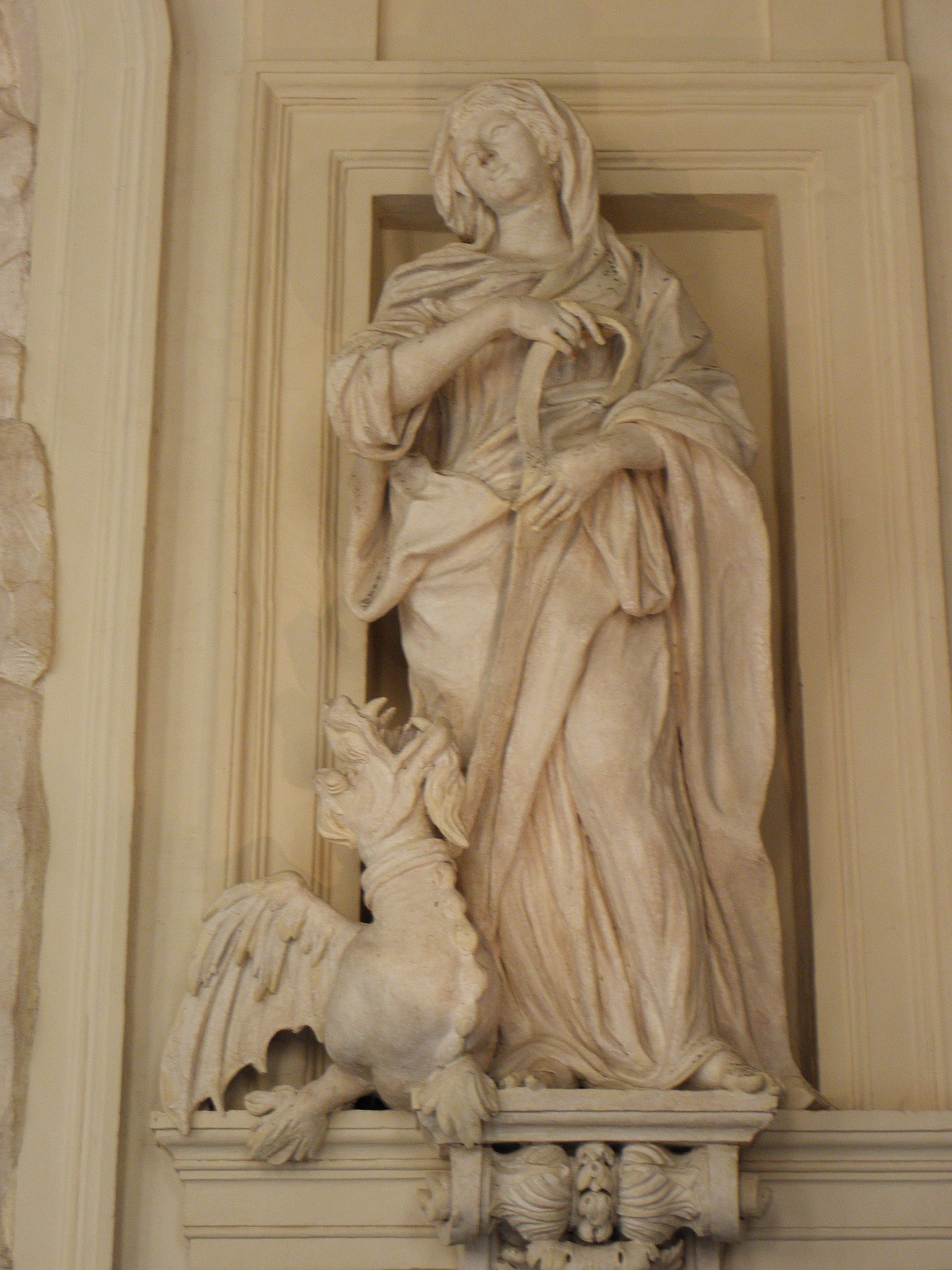

### Statues de l'église des Jacobins de Lyon
En 1687, il sculpte deux statues de saint Jean-Baptiste et saint Dominique pour le portail de l’Église Notre-Dame-de-Confort.

### Hôtel de Ville de Lyon
En 1695, il participe à la restauration de la chapelle de l’Hôtel de Ville. Il réalise plusieurs sculptures pour l’Hôtel de Ville.
En 1703, les sculptures des parties nouvelles lui sont confiées lors de la restauration de la façade sur la place des Terreaux, achevée en 1704. Avec Marc Chabry, il réalise le relief équestre de Louis XIV placé au deuxième étage, au-dessus de la porte . Cette sculpture a été enlevée en 1793 et remplacée par celle d'Henri IV. Différentes sculptures représentent des têtes de lions, des guirlandes, des fleurs de lys. Sur la balustrade, les statues monumentales de Minerve et d'Hercule sont des allégories de la Sagesse et de la Force. Les frontons triangulaires des pavillons d'angle sont ornés de trophées surmontés de statues féminines qui symbolisent la Justice, la Prudence, la Force et la Tempérance.

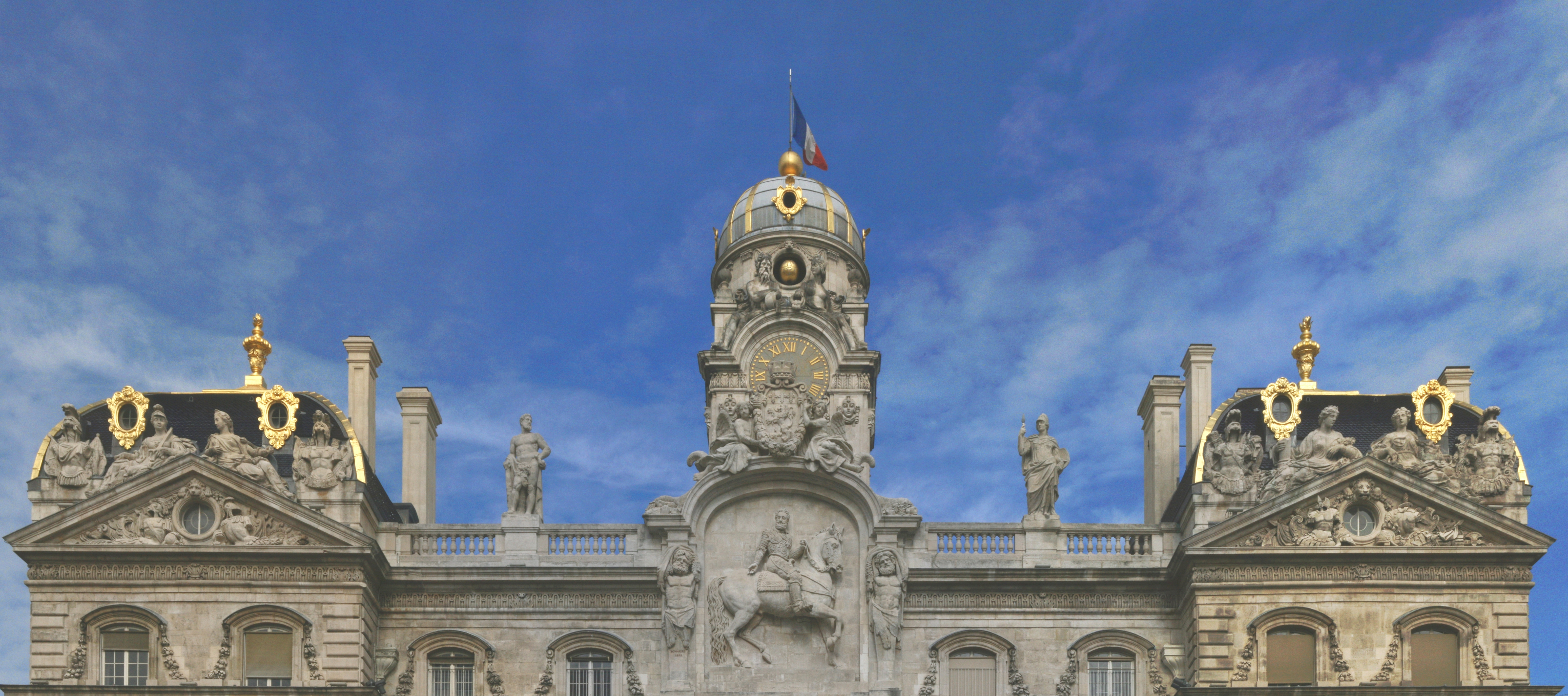
Façade Hôtel de ville Lyon
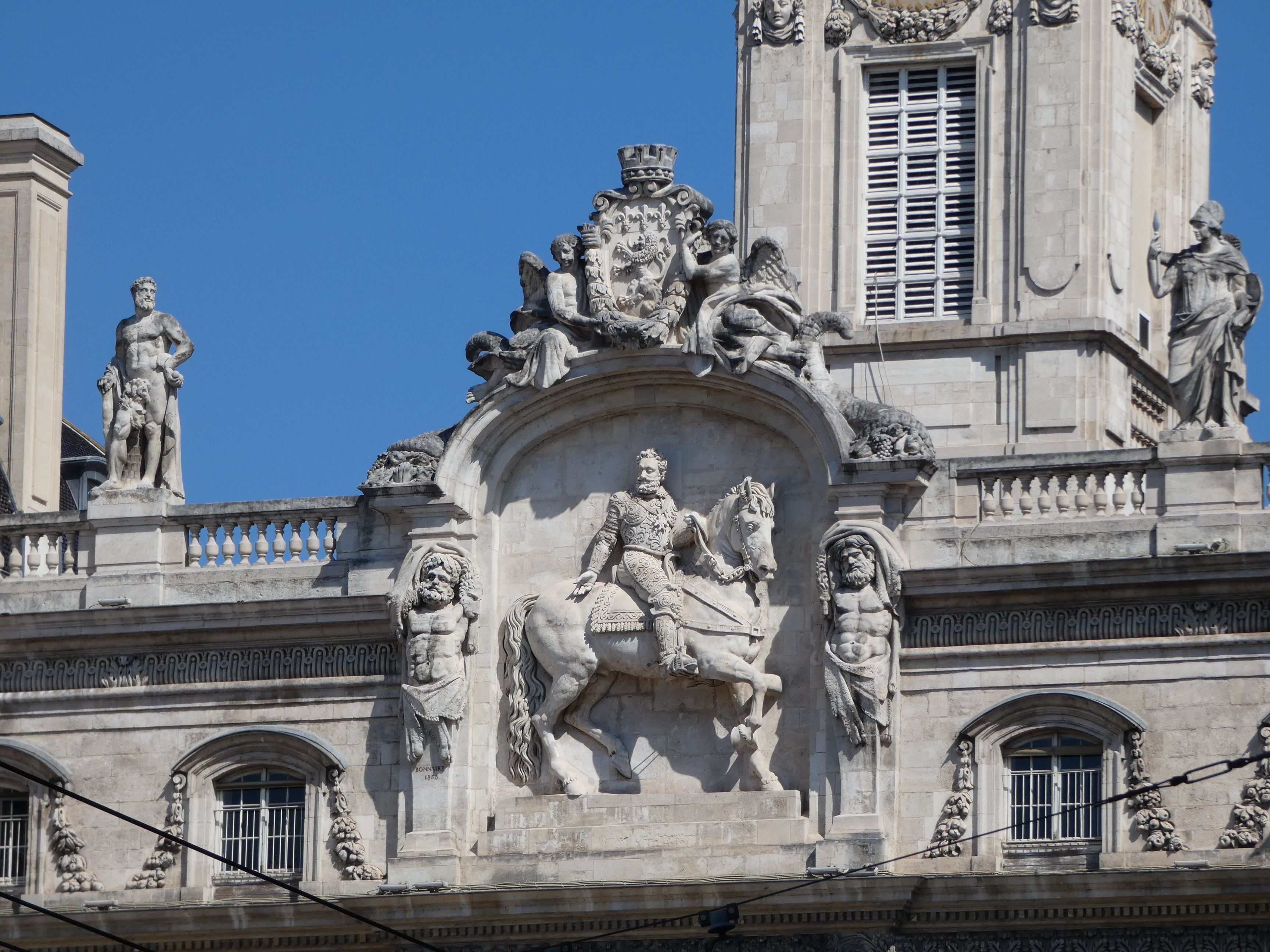
Sculptures devant le beffroi